# أندي سكوت (لاعب كرة قدم بريطاني)
أندي سكوت (بالإنجليزية: Andy Scott)‏ هو لاعب كرة قدم بريطاني في مركز ظهير ‏، ولد في 27 يونيو 1975 في مانشستر في المملكة المتحدة. لعب مع كارديف سيتي.